# JR徳島駅ビル開発
JR徳島駅ビル開発株式会社（ジェイアールとくしまえきビルかいはつ）は、徳島県徳島市寺島本町に本社を置き、2023年9月30日まで徳島駅直結のクレメントプラザの運営管理などを行っていた企業（JR四国グループ）である。同年10月1日にJR四国ステーション開発に合併され、現在は同社徳島支店の一部となっている。
前身は「徳島ターミナルビル株式会社」。

## ギャラリー

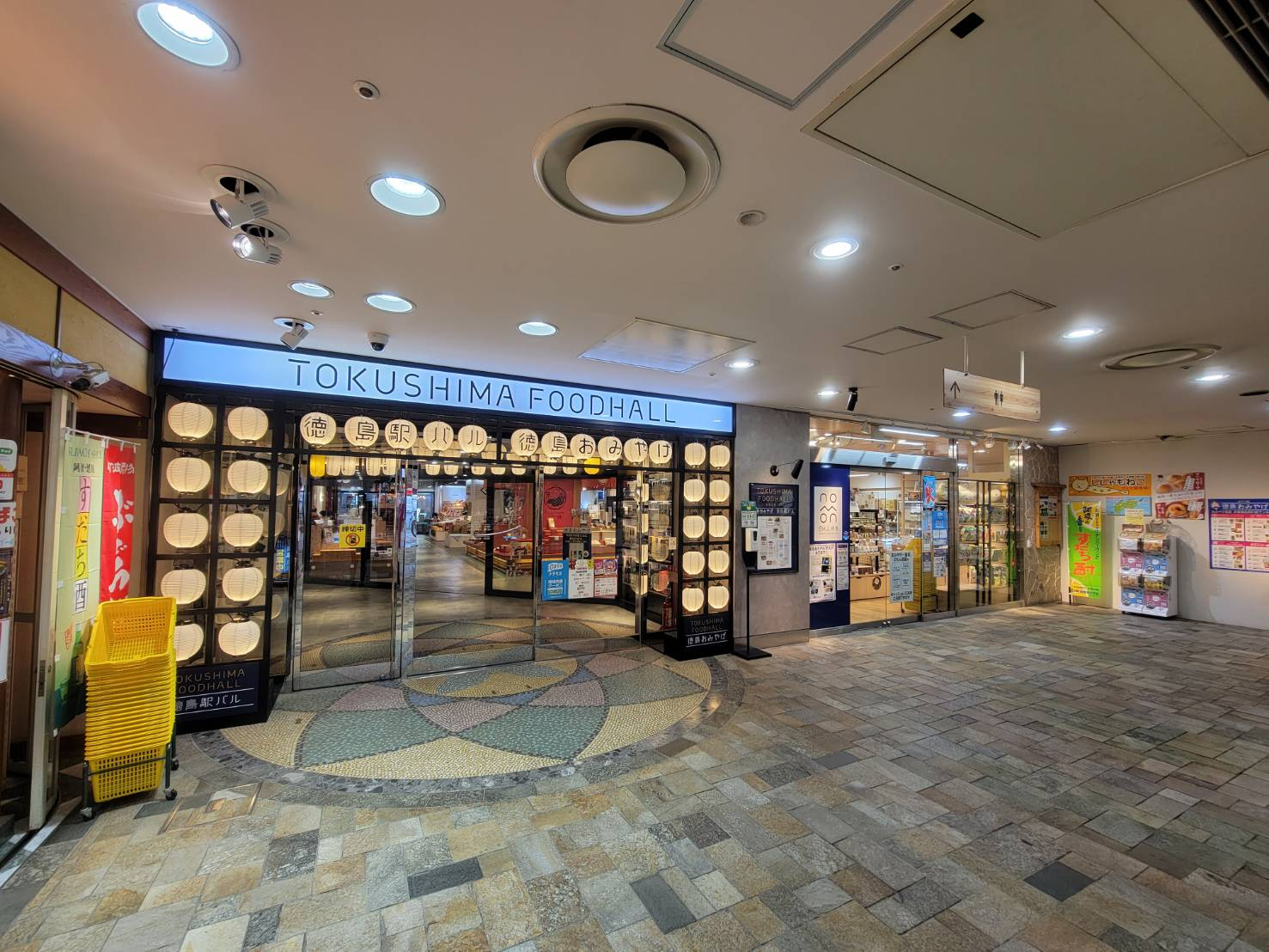
地下フロア
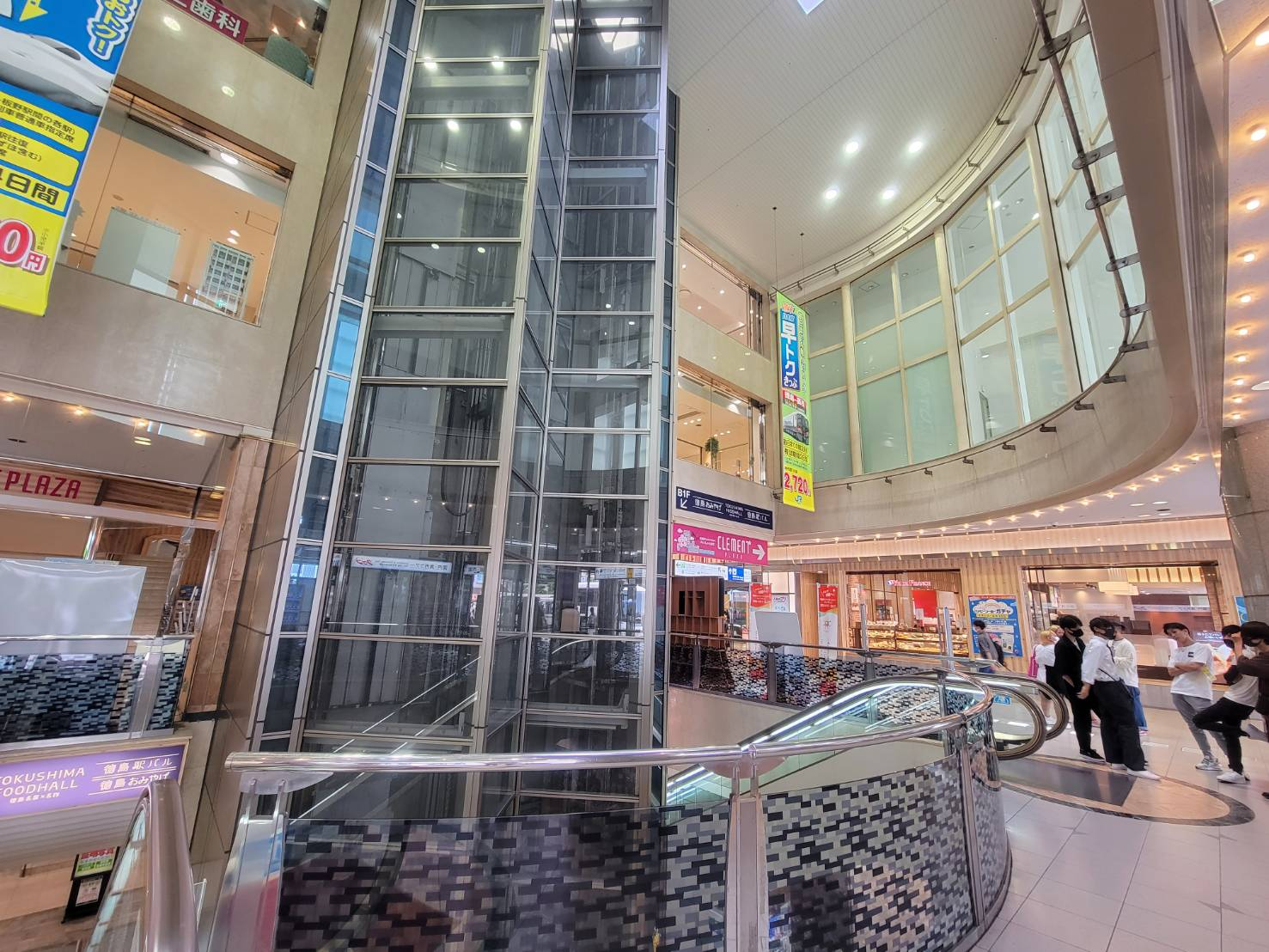
エレベーターホール
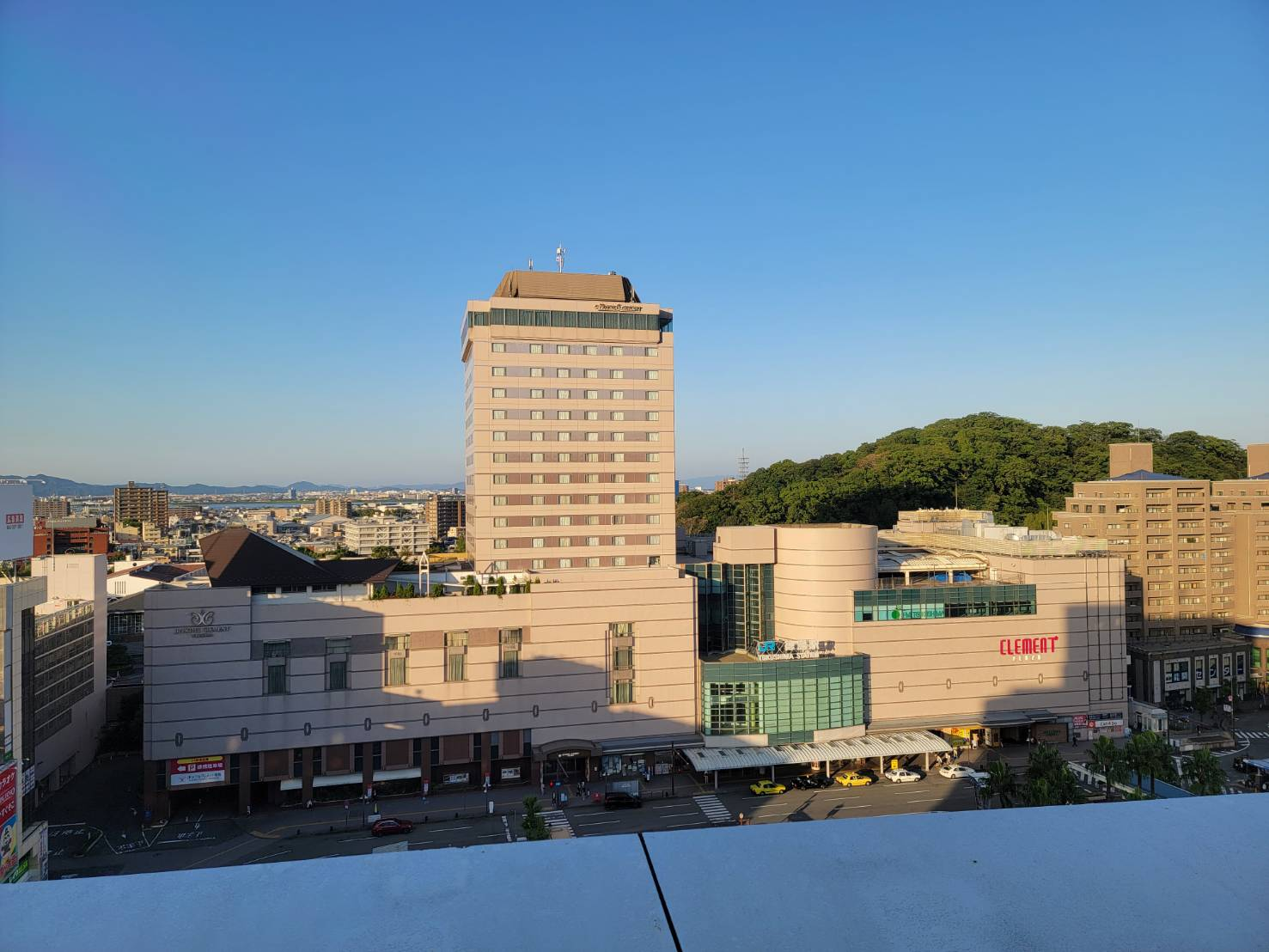
クレメントプラザが入居するJR徳島駅

## クレメントプラザ
地下1階地上18階建てで、シティホテル、商業施設、立体駐車場などから構成される徳島駅ビルの東側半分に該当する。